# 第75回都市対抗野球大会予選
第75回都市対抗野球大会予選は、第75回都市対抗野球大会本戦出場に至るまでの全487試合の結果をまとめたものである。なお、代表決定戦以外でのコールドゲーム、延長戦のイニングについては記していない。

## 北海道地区

### 1次予選
- 1回戦

札幌倶楽部　11－6　函館太洋倶楽部
航空自衛隊千歳　6－5　旭川グレートベアーズ
WEEDしらおい　5－2　札幌ブルーインズ
札幌ホーネッツ　18－0　札幌ブルーマックス
オール苫小牧　13－2　ブレーブくしろ
ウイン北広島　10－0　旭川自衛隊
帯広倶楽部　11－3　森倶楽部
- 2回戦

札幌倶楽部　4－3　小樽野球協会
WEEDしらおい　6－5　航空自衛隊千歳
札幌ホーネッツ　7－1　オール苫小牧
ウイン北広島　10－0　帯広倶楽部
- 3回戦

サンワード貿易　5－0　札幌倶楽部
NTT北海道　4－1　WEEDしらおい
室蘭シャークス　8－3　札幌ホーネッツ
JR北海道　6－1　ウイン北広島
- 敗者復活1回戦

WEEDしらおい　4－3　札幌倶楽部
札幌ホーネッツ　3－0　ウイン北広島
- 敗者復活2回戦

WEEDしらおい　3－1　札幌ホーネッツ
- 代表決定戦

サンワード貿易　18－1　NTT北海道
JR北海道　3－2　室蘭シャークス
- 第3代表決定戦

NTT北海道　4－2　室蘭シャークス
- 第4代表決定戦

室蘭シャークス　16-1　WEEDしらおい
サンワード貿易、JR北海道、NTT北海道、室蘭シャークスが2次予選に進出

### 2次予選
- 代表決定リーグ戦

第1戦　サンワード貿易　5－0　室蘭シャークス
第2戦　NTT北海道　5－1　JR北海道
第3戦　JR北海道　8－0　室蘭シャークス
第4戦　NTT北海道　2－1　サンワード貿易
第5戦　サンワード貿易　7－4　JR北海道
第6戦　室蘭シャークス　7－6　NTT北海道
（最終成績　1位：NTT北海道（2勝1敗）、2位：サンワード貿易（2勝1敗）、3位：JR北海道（1勝2敗）、4位：室蘭シャークス（1勝2敗））
（1位、2位と3位、4位は直接対決の結果で決定）
NTT北海道が本戦出場

## 東北地区

### 青森県1次予選
- 1回戦

自衛隊青森　7－0　オール青森クラブ
全弘前倶楽部　4－0　金木BLIZZARD
- 準決勝

自衛隊青森　10－5　全弘前倶楽部
三菱製紙八戸クラブ　4－1　金木BLIZZARD
- 代表決定戦

三菱製紙八戸クラブ　13－4　自衛隊青森
三菱製紙八戸クラブが東北2次予選に進出

### 山形県1次予選
- 1回戦

新庄球友クラブ　7－2　マリーンベースボールクラブ酒田
鶴岡野球クラブ　10－3　天童エンジェルス
- 準決勝

山形しあわせ銀行　4－0　新庄球友クラブ
鶴岡野球クラブ　7－3　米沢中央和牛屋
- 代表決定戦

山形しあわせ銀行　2－1　鶴岡野球クラブ
山形しあわせ銀行が東北2次予選に進出

### 秋田県1次予選
- 1回戦

ユーランドクラブ　13－5　秋田ベースボールクラブ
大曲ベースボールクラブ　15－3　互大設備ダイヤモンドクラブ
- 2回戦

秋田経法大校友クラブ　11－10　秋田王冠クラブ
JR秋田　8－4　能代松陵クラブ
秋田銀行　7－1　ユーランドクラブ
TDK　7－0　大曲ベースボールクラブ
- 準決勝（代表決定戦）

秋田銀行　20－5　秋田経法大校友クラブ
TDK　17－1　JR秋田
- 決勝

TDK　3－1　秋田銀行
- 第3代表決定戦

JR秋田　7－3　秋田経法大校友クラブ
TDK、秋田銀行、JR秋田が東北2次予選に進出

### 岩手県1次予選
- 1回戦

赤崎野球クラブ　3－2　福高クラブ
釜石野球団　4－1　住田硬式野球クラブ
久慈クラブ　7－6　宮古倶楽部
JAいわて　9－0　花巻硬友クラブ
オール江刺　8－0　前沢野球倶楽部
水沢駒形野球倶楽部　20－1　盛岡市立クラブ
雫石クラブ　8－1　一戸桜陵クラブ
- 2回戦

赤崎野球クラブ　2－1　高田クラブ
盛岡倶楽部　8－1　釜石野球団
久慈クラブ　4－3　オール不来方
JAいわて　15－1　大槌倶楽部
JR盛岡　6－1　オール江刺
水沢駒形野球倶楽部　11－5　北上REDS
一関三星倶楽部　8－3　盛友クラブ
雫石クラブ　5－1　遠野クラブ
- 準々決勝

赤崎野球クラブ　13－2　盛岡倶楽部
JAいわて　2－0　久慈クラブ
水沢駒形野球倶楽部　11－5　JR盛岡
雫石クラブ　4－2　一関三星倶楽部
- 準決勝

赤崎野球クラブ　4－2　JAいわて
水沢駒形野球倶楽部　28－1　雫石クラブ
- 敗者復活戦

JAいわて　9－0　雫石クラブ
- 決勝（代表決定戦）

赤崎野球クラブ　1－0　水沢駒形野球倶楽部
- 敗者復活代表決定戦

水沢駒形野球倶楽部　1－0　JAいわて
赤崎野球クラブ、水沢駒形野球倶楽部が東北2次予選に進出

### 宮城県1次予選
- クラブ1回戦

TFUクラブ　7－6　石巻日和倶楽部
白山クラブ　14－8　サニークラブ
登米クラブ　14－5　S・Aクラブ
北杜学園クラブ　9－6　青葉クラブ
- クラブ2回戦

白山クラブ　7－3　TFUクラブ
北杜学園クラブ　7－0　登米クラブ
- クラブ敗者復活戦

登米クラブ　19－9　TFUクラブ
- 1回戦

JR東日本東北　9－2　北杜学園クラブ
NTTグループ東北マークス　8－1　登米クラブ
七十七銀行　15－5　白山クラブ
JT　8－1　日本製紙石巻
- 敗者復活1回戦

北杜学園クラブ　8－0　登米クラブ
日本製紙石巻　10－0　白山クラブ
- 準決勝（代表決定戦）

JR東日本東北　4－1　NTTグループ東北マークス
七十七銀行　2－1　JT
- 敗者復活2回戦（代表決定戦）

JT　6－0　北杜学園クラブ
日本製紙石巻　6－4　NTTグループ東北マークス
- 決勝

JR東日本東北　4－2　七十七銀行
- 代表順位決定戦

JT　8－7　日本製紙石巻
JR東日本東北、七十七銀行、JT、日本製紙石巻が東北2次予選に進出

### 福島県1次予選
- 1回戦

北斗野球クラブ　9－2　矢吹クラブ
福島クラブ　9－5　表郷硬友クラブ
岩瀬書店クラブ　6－5　いわきベースボールクラブ
オールいわきクラブ　12－2　田島硬式野球クラブ
自衛隊福島　11－4　あぶくまベースボールクラブ
オール双葉野球クラブ　6－1　川俣クラブ
保原クラブ　10－4　いわき菊田クラブ
- 2回戦

北斗野球クラブ　5－2　オール喜多方クラブ
郡山ベースボールクラブ　3－1　福島クラブ
オールいわきクラブ　14－3　飯野クラブ
自衛隊福島　5－3　福島硬友クラブ
二本松クラブ　9－2　須賀川クラブ
保原クラブ　5－4　小峰クラブ
ニュー相馬クラブ　6－2　岩瀬書店クラブ
- 3回戦

北斗野球クラブ　9－2　ニュー相馬クラブ
郡山ベースボールクラブ　7－5　オール双葉野球クラブ
オールいわきクラブ　2－0　二本松クラブ
自衛隊福島　2－1　保原クラブ
- 準決勝

郡山ベースボールクラブ　9－2　北斗野球クラブ
オールいわきクラブ　7－0　自衛隊福島
- 決勝（代表決定戦）

郡山ベースボールクラブ　11－6　オールいわきクラブ
郡山ベースボールクラブが東北2次予選に進出

### 東北2次予選
- 予選リーグAグループ

第1戦　JR東日本東北　2－1　水沢駒形野球倶楽部
第2戦　JR秋田　9－1　水沢駒形野球倶楽部
第3戦　JR東日本東北　9－1　JR秋田
（1位：JR東日本東北（2勝）、2位：JR秋田（1勝1敗）、3位：水沢駒形野球倶楽部（2敗））
- 予選リーグBグループ

第1戦　日本製紙石巻　10－0　山形しあわせ銀行
第2戦　秋田銀行　5－0　山形しあわせ銀行
第3戦　日本製紙石巻　7－3　秋田銀行
（1位：日本製紙石巻（2勝）、2位：秋田銀行（1勝1敗）、3位：山形しあわせ銀行（2敗））
- 予選リーグCグループ

第1戦　JT　5－3　TDK
第2戦　TDK　2－0　三菱製紙八戸クラブ
第3戦　JT　5－0　三菱製紙八戸クラブ
（1位：JT（2勝）、2位：TDK（1勝1敗）、3位：三菱製紙八戸クラブ（2敗））
- 予選リーグDグループ

第1戦　七十七銀行　3－3　赤崎野球クラブ
第2戦　七十七銀行　8－2　郡山ベースボールクラブ
第3戦　郡山ベースボールクラブ　3－2　赤崎野球クラブ
（1位：七十七銀行（2勝）、2位：郡山ベースボールクラブ（1勝1敗）、3位：赤崎野球クラブ（2敗））
- 第1代表トーナメント1回戦

JR東日本東北　5－1　日本製紙石巻
七十七銀行　4－1　JT
- 第2代表トーナメント1回戦

TDK　10－0　郡山ベースボールクラブ
秋田銀行　4－1　JR秋田
- 第2代表トーナメント2回戦

TDK　7－4　日本製紙石巻
JT　3－1　秋田銀行
- 第3代表トーナメント1回戦

日本製紙石巻　7－3　秋田銀行
- 第2代表トーナメント3回戦

JT　2－0　TDK
- 第3代表トーナメント2回戦

日本製紙石巻　7－5　TDK
- 第1代表決定戦

七十七銀行　3－2　JR東日本東北
- 第2代表決定戦

JR東日本東北　6－2　JT
- 第3代表決定戦

JT　5－1　日本製紙石巻
七十七銀行、JR東日本東北、JTが本戦出場

## 北関東地区

### 群馬県1次予選
- 1回戦

太田球友野球倶楽部　6－1　全桐生硬友クラブ
オール高崎野球倶楽部　2－1　全吾妻硬式野球倶楽部
アゼリア館林硬式野球クラブ　4－3　全前橋野球倶楽部
全伊勢崎硬建クラブ　12－2　大泉硬友野球クラブ
- 2回戦

オール高崎野球倶楽部　4－1　太田球友硬式野球倶楽部
全伊勢崎硬建クラブ　3－2　アゼリア館林硬式野球クラブ
- 準決勝（代表決定戦）

全伊勢崎硬建クラブ　1－0　オール高崎野球倶楽部
- 決勝

富士重工業　9－0　全伊勢崎硬建クラブ
富士重工業、全伊勢崎硬建クラブが北関東2次予選に進出

### 栃木県1次予選
- 1回戦

宇工OBクラブ　8－7　佐野日大クラブ
全栃木野球倶楽部　11－10　宇都宮大学OBクラブ
烏山倶楽部　8－6　全鹿沼倶楽部
- 2回戦

全宇都宮野球クラブ　8－3　作新クラブ
全足利クラブ　21－6　宇工OBクラブ
全栃木野球倶楽部　12－2　コットンウェイ硬式野球倶楽部
THREE NINE CLUB　13－0　烏山倶楽部
- 準決勝（代表決定戦）

全足利クラブ　16－6　全宇都宮野球クラブ
全栃木野球倶楽部　8－6　THREE NINE CLUB
- 決勝

全足利クラブ　24－5　全栃木野球倶楽部
全足利クラブ、全栃木野球倶楽部が北関東2次予選に進出

### 茨城県1次予選
- クラブ1回戦

大宮クラブ　7－0　全水戸野球クラブ
全神栖硬式野球クラブ　3－2　全フィフティ小川
- クラブ2回戦

鉾田硬式野球クラブ　4－0　大子ベアーズ
全鹿嶋野球倶楽部　7－3　全東海野球団
全日立ドリームズ　4－3　大宮クラブ
鹿島レインボーズ　2－0　全神栖硬式野球クラブ
- クラブ準決勝

全日立ドリームズ　5－4　鉾田硬式野球クラブ
鹿島レインボーズ　6－1　全鹿嶋野球倶楽部
- クラブ決勝（代表決定戦）

全日立ドリームズ　2－0　鹿島レインボーズ
- 決勝トーナメント準決勝

住友金属鹿島　12－0　全日立ドリームズ
日立製作所　12－2　JR水戸
- 決勝トーナメント決勝

日立製作所　5－3　住友金属鹿島
日立製作所、住友金属鹿島、JR水戸、全日立ドリームズが北関東2次予選に進出

### 北関東2次予選
- 1回戦

日立製作所　9－0　全栃木野球倶楽部
富士重工業　11－3　全日立ドリームズ
JR水戸　7－4　全足利クラブ
住友金属鹿島　10－0　全伊勢崎硬建クラブ
- 代表決定リーグ戦

第1戦　日立製作所　17－1　JR水戸
第2戦　富士重工業　6－5　住友金属鹿島
第3戦　富士重工業　16－9　JR水戸
第4戦　日立製作所　7－6　住友金属鹿島　（延長11回）
第5戦　住友金属鹿島　11－1　JR水戸
第6戦　富士重工業　2－1　日立製作所
（最終結果　1位：富士重工業（3勝）、2位：日立製作所（2勝1敗）、3位・住友金属鹿島（1勝2敗）、4位・JR水戸（3敗））
富士重工業、日立製作所が本戦出場

## 南関東地区

### 埼玉県1次予選
- 1回戦

全熊谷硬式野球クラブ　13－0　松山OB野球団
全三郷硬式野球倶楽部　8－3　全大宮野球団
- 2回戦

ホンダ　10－0　全熊谷硬式野球クラブ
都幾川倶楽部野球団　16－0　川口球友クラブ
全浦和野球団　8－7　かみかわ野球クラブ
日本通運　12－0　全三郷硬式野球倶楽部
- 敗者復活1回戦

川口球友クラブ　7－4　松山OB野球団
かみかわ野球クラブ　10－9　全大宮野球団
- 敗者復活2回戦

川口球友クラブ　11－6　全熊谷硬式野球クラブ
かみかわ野球クラブ　10－0　全三郷硬式野球倶楽部
- 準決勝（代表決定戦）

ホンダ　12－2　都幾川倶楽部野球団
日本通運　14－0　全浦和野球団
- 敗者復活3回戦

全浦和野球団　4－3　川口球友クラブ
かみかわ野球クラブ　10－9　都幾川倶楽部野球団
- 決勝

ホンダ　7－6　日本通運
- 第3代表決定戦

かみかわ野球クラブ　22－3　全浦和野球団
ホンダ、日本通運、かみかわ野球クラブが南関東2次予選に進出

### 千葉県1次予選
- 1回戦

東金球友倶楽部　3－1　野田市民硬式野球倶楽部
JR千葉支社硬式野球クラブ　9－1　松戸B.C TYR
- 5位決定戦

松戸B.C TYR　15－0　野田市民硬式野球倶楽部
- 2回戦（代表決定戦）

かずさマジック　10－0　東金球友倶楽部
JFE東日本　11－0　JR千葉支社硬式野球クラブ
- 決勝

かずさマジック　2－0　JFE東日本
- 第3代表決定戦

東金球友倶楽部　7－3　JR千葉支社硬式野球クラブ
かずさマジック、JFE東日本、東金球友倶楽部が南関東2次予選に進出

### 山梨県1次予選
- 1回戦

山梨球友クラブ　17－3　桂クラブ
- 準決勝（代表決定戦）

大富士BASEBALL CREW　7－0　市川クラブ
南アルプス硬式野球倶楽部　8－1　山梨球友クラブ
- 決勝

南アルプス硬式野球倶楽部　12－10　大富士BASEBALL CREW
南アルプス硬式野球倶楽部、大富士BASEBALL CREWが南関東2次予選に進出

### 南関東2次予選
- 1回戦

ホンダ　5－0　大富士BASEBALL CREW
JFE東日本　2－0　かみかわ野球クラブ
日本通運　9－0　東金球友倶楽部
かずさマジック　10－0　南アルプス硬式野球倶楽部
- 敗者復活1回戦

大富士BASEBALL CREW　10－7　かみかわ野球クラブ
南アルプス硬式野球倶楽部　4－3　東金球友倶楽部
- 準決勝

ホンダ　5－1　JFE東日本
日本通運　7－5　かずさマジック
- 敗者復活2回戦

かずさマジック　9－1　大富士BASEBALL CREW
JFE東日本　15－0　南アルプス硬式野球倶楽部
- 敗者復活3回戦

JFE東日本　3－2　かずさマジック
- 第1代表決定戦

日本通運　3－2　ホンダ
- 第2代表決定戦

ホンダ　5－2　JFE東日本
日本通運、ホンダが本戦出場、JFE東日本は関東2次予選に進出

## 東京地区

### 1次予選
- 1回戦

全調布硬式野球倶楽部　9－2　東京弥生クラブ
全府中野球倶楽部　11－10　REVENGE99
武蔵野クラブ　12－5　熊球クラブ
東京自彊術クラブ　8－1　東京L.B.C
- 2回戦

昭島ベースボールクラブ　7－0　全調布硬式野球倶楽部
WIEN'94　9－8　全府中野球倶楽部
西多摩倶楽部　9－1　武蔵野クラブ
東京好球倶楽部　8－4　東京自彊術クラブ
- 代表決定戦

昭島ベースボールクラブ　5－4　WIEN'94
西多摩倶楽部　6－3　東京好球倶楽部
- 第3代表決定戦

WIEN'94　6－2　東京好球倶楽部
昭島ベースボールクラブ、西多摩倶楽部、WIEN'94が2次予選に進出

### 2次予選
- 1回戦

WIEN'94　6－3　日本ウェルネススポーツ専門学校
西多摩倶楽部　6－1　昭島ベースボールクラブ
- 2回戦

鷺宮製作所　8－0　WIEN'94
シダックス　6－4　東京ガス
NTT東日本　6－2　明治安田生命
JR東日本　7－1　西多摩倶楽部
- 敗者復活1回戦

東京ガス　3－1　WIEN'94
西多摩倶楽部　5－2　明治安田生命
- 準決勝

シダックス　5－1　鷺宮製作所
NTT東日本　6－0　JR東日本
- 敗者復活2回戦

東京ガス　2－1　JR東日本
鷺宮製作所　4－2　西多摩倶楽部
- 敗者復活3回戦

鷺宮製作所　10－2　東京ガス
- 第1代表決定戦

シダックス　5－2　NTT東日本
- 第2代表決定戦

NTT東日本　6－5　鷺宮製作所
- 第3代表決定戦

鷺宮製作所　3－2　東京ガス
シダックス、NTT東日本、鷺宮製作所が本戦出場、東京ガスは関東2次予選に進出

## 神奈川地区
- 1回戦

横浜球友クラブ　10－4　慶應EMANON
三菱重工横浜硬式野球クラブ　相模原クラブ
東芝　10－0　WIEN BASEBALL CLUB
日産自動車　16－1　マルユウベースボールクラブ
横浜金港クラブ　3－2　全川崎クラブ
- 2回戦

新日本石油　10－0　横浜球友クラブ
東芝　4－1　三菱重工横浜硬式野球クラブ
日産自動車　13－0　横浜金港クラブ
- 準決勝

日産自動車　9－0　京浜野球倶楽部
東芝　7－5　新日本石油
- 敗者復活1回戦

三菱重工横浜硬式野球クラブ　15－0　横浜球友クラブ
- 敗者復活2回戦

三菱重工横浜硬式野球クラブ　17－1　京浜野球倶楽部
新日本石油　14－3　横浜金港クラブ
- 敗者復活3回戦

三菱重工横浜硬式野球クラブ　4－1　新日本石油
- 第1代表決定戦

東芝　3－2　日産自動車　（延長13回）
- 第2代表決定戦

日産自動車　10－4　三菱重工横浜硬式野球クラブ
東芝、日産自動車が本戦出場、三菱重工横浜硬式野球クラブは関東2次予選に進出

## 関東地区
- リーグ戦

第1戦　東京ガス　4－0　三菱重工横浜硬式野球クラブ
第2戦　三菱重工横浜硬式野球クラブ　1－0　JFE東日本
第3戦　JFE東日本　3－2　東京ガス
（3チーム相星のためトーナメント戦へ）
- 代表決定トーナメント1回戦

JFE東日本　5－1　三菱重工横浜硬式野球クラブ
- 代表決定戦

JFE東日本　9－4　東京ガス
JFE東日本が本戦出場

## 東海地区

### 静岡県1次予選
- 1回戦

富士クラブ　5－2　陸上自衛隊富士学校
- 2回戦

富士クラブ　12－2　遠州トラック野球クラブ
静岡硬式野球倶楽部　3－2　裾野ベースボールクラブ
ケイ・スポーツベースボールクラブ　11－4　浜松ウナポンズ
ヤマハ発動機硬式野球クラブ　8－2　中電硬式野球クラブ
- 準決勝（代表決定戦）

静岡硬式野球倶楽部　（不戦勝）　富士クラブ
ケイ・スポーツベースボールクラブ　2－1　ヤマハ発動機硬式野球クラブ
- 決勝

ケイ・スポーツベースボールクラブ　3－0　静岡硬式野球倶楽部
ケイ・スポーツベースボールクラブ、静岡硬式野球倶楽部が東海2次予選に進出

### 愛知・三重県1次予選
- 1回戦

奥伊勢クラブ　3－0　名古屋硬式野球倶楽部
- 2回戦

愛知ベースボール倶楽部　7－0　全三重クラブ
奥伊勢クラブ　9－4　明野レジェンズ
- 代表決定戦

愛知ベースボール倶楽部　10－0　奥伊勢クラブ
愛知ベースボール倶楽部が東海2次予選に進出

### 東海2次予選
- 予選Aリーグ

第1戦　東邦ガス　5－1　一光
第2戦　三菱重工名古屋　5－0　ホンダ鈴鹿
第3戦　東邦ガス　4－3　三菱重工名古屋
第4戦　ホンダ鈴鹿　6－5　一光
第5戦　ホンダ鈴鹿　6－2　東邦ガス
第6戦　三菱重工名古屋　5－4　一光
（予選結果　1位：三菱重工名古屋（2勝1敗）、2位：ホンダ鈴鹿（2勝1敗）、3位：東邦ガス（2勝1敗）、4位：一光（3敗））
（1位～3位は総得失点差順で決定）
- 予選Bリーグ

第1戦　西濃運輸　6－2　トヨタ自動車
第2戦　ヤマハ　9－6　東海理化
第3戦　トヨタ自動車　7－0　東海理化
第4戦　西濃運輸　4－3　ヤマハ
第5戦　トヨタ自動車　2－1　ヤマハ
第6戦　西濃運輸　8－1　東海理化
（予選結果　1位：西濃運輸（3勝）、2位：トヨタ自動車（2勝1敗）、3位：ヤマハ（1勝2敗）、4位：東海理化（3敗））
- 予選Cリーグ

第1戦　JR東海　1－0　東海REX
第2戦　王子製紙　2－1　JR東海
第3戦　東海REX　4－2　王子製紙
（予選結果　1位：東海REX（1勝1敗）、2位：JR東海（1勝1敗）、3位：王子製紙（1勝1敗）、4位：三菱自動車岡崎（予選出場辞退））
（1位～3位は総得失点差順で決定）
（各リーグの1位～3位は2回戦、4位と1次予選通過チームは1回戦にそれぞれ出場）
- 1回戦

東海理化　5－3　ケイ・スポーツベースボールクラブ
一光　10－0　静岡硬式野球倶楽部
愛知ベースボール倶楽部　（不戦勝）　三菱自動車岡崎
- 2回戦

三菱重工名古屋　4－1　東海理化
ヤマハ　9－1　JR東海
西濃運輸　9－0　愛知ベースボール倶楽部
ホンダ鈴鹿　11－2　王子製紙
東海REX　2－1　一光
トヨタ自動車　6－2　東邦ガス
- 敗者復活1回戦

JR東海　1－0　東海理化
王子製紙　13－0　愛知ベースボール倶楽部
東邦ガス　1－0　一光
- 代表決定戦

ヤマハ　7－5　三菱重工名古屋
西濃運輸　4－3　ホンダ鈴鹿
トヨタ自動車　3－1　東海REX
- 敗者復活トーナメント代表決定戦

三菱重工名古屋　3－2　東邦ガス
JR東海　3－0　ホンダ鈴鹿
王子製紙　5－2　東海REX
- 第1,2,3代表順位決定リーグ戦

第1戦　ヤマハ　9－4　西濃運輸
第2戦　ヤマハ　4－2　トヨタ自動車
第3戦　トヨタ自動車　3－2　西濃運輸
- 第4,5,6代表順位決定リーグ戦

第1戦　JR東海　9－5　三菱重工名古屋
第2戦　王子製紙　7－3　三菱重工名古屋
第3戦　JR東海　3－2　王子製紙
ヤマハ、トヨタ自動車、西濃運輸、JR東海、王子製紙、三菱重工名古屋が本戦出場

## 北信越地区

### 新潟県1次予選
- クラブ1回戦

オール飯豊　4－2　にいがたKD
佐渡軍団　9－2　MGクラブ
ファイティングスピリット　4－1　新発田中央クラブ
五泉クラブ　12－3　オール長岡
新潟パッシオーネクラブ　8－0　オール東
新潟クラブ　31－4　新潟工業クラブ
新潟コンマーシャル倶楽部　8－0　野田サンダーズ
新津クラブ　10－0　両津リバティースター
- クラブ2回戦

オール飯豊　8－6　佐渡軍団
五泉クラブ　11－3　ファイティングスピリット
新潟パッシオーネクラブ　11－2　新潟クラブ
新潟コンマーシャル倶楽部　8－3　新津クラブ
- クラブ準決勝

五泉クラブ　10－3　オール飯豊
新潟コンマーシャル倶楽部　5－1　新潟パッシオーネクラブ
- クラブ決勝（代表決定戦）

新潟コンマーシャル倶楽部　13－2　五泉クラブ
- 企業対抗戦

第1戦　バイタルネット　24－0　日本ベースボール・セキュリティ専門学校
第2戦　バイタルネット　17－0　日本ベースボール・セキュリティ専門学校
バイタルネット、新潟コンマーシャル倶楽部が北信越2次予選に進出

### 長野県1次予選
- 1回戦（代表決定戦）

NTT信越硬式野球クラブ　5－0　長野好球倶楽部
TDK千曲川　3－0　フェデックス
- 決勝

TDK千曲川　4－3　NTT信越硬式野球クラブ
- 第3代表決定戦

フェデックス　8－1　長野好球倶楽部
TDK千曲川、NTT信越硬式野球クラブ、フェデックスが北信越2次予選に進出

### 富山県1次予選
- 対抗戦

第1戦　伏木海陸運送　9－0　富山ベースボールクラブ
第2戦　伏木海陸運送　8－0　富山ベースボールクラブ
伏木海陸運送が北信越2次予選に進出

### 北信越2次予選
- 予選Aリーグ

第1戦　伏木海陸運送　3－2　フェデックス
第2戦　フェデックス　7－0　TDK千曲川
第3戦　伏木海陸運送　11－4　TDK千曲川
（予選結果　1位：伏木海陸運送（2勝）、2位：フェデックス（1勝1敗）、3位：TDK千曲川（2敗））
- 予選Bリーグ

第1戦　NTT信越硬式野球クラブ　9－0　バイタルネット
第2戦　NTT信越硬式野球クラブ　12－2　新潟コンマーシャル倶楽部
第3戦　バイタルネット　6－0　新潟コンマーシャル倶楽部
（予選結果　1位：NTT信越硬式野球クラブ（2勝）、2位：バイタルネット（1勝1敗）、3位：新潟コンマーシャル倶楽部（2敗））
- 決勝トーナメント1回戦

バイタルネット　3－2　伏木海陸運送
NTT信越硬式野球クラブ　7－4　フェデックス
- 代表決定戦

NTT信越硬式野球クラブ　2－1　バイタルネット
NTT信越硬式野球クラブが本戦出場

## 京滋奈地区

### 滋賀県1次予選
- 1回戦（代表決定戦）

甲賀健康医療専門学校　3－2　瀬田クラブ
全大津野球団　6－0　近江八幡野球クラブ
- 決勝

甲賀健康医療専門学校　14－2　全大津野球団
甲賀健康医療専門学校、全大津野球団が京滋奈2次予選に進出

### 京都府1次予選
- クラブリーグ戦

東山高OBクラブ　7－7　京都フルカウンツ
鴨沂クラブ　1－0　京都フルカウンツ
東山高OBクラブ　9－8　鴨沂クラブ
- 1回戦

日本新薬　10－0　島津製作所
ニチダイ　7－0　東山高OBクラブ
- 敗者復活戦

島津製作所　15－5　東山高OBクラブ
- 第1代表決定戦

日本新薬　4－3　ニチダイ
- 第2代表決定戦

ニチダイ　13－2　島津製作所
日本新薬、ニチダイが京滋奈2次予選に進出

### 奈良県1次予選
- 1回戦

GSG斑鳩クラブ　2－0　奈良アンビションズクラブ
一城クラブ　5－4　帝塚山大学OBクラブ
- 2回戦

大和高田クラブ　10－0　GSG斑鳩クラブ
奈良産業大学OBクラブ　5－2　一城クラブ
- 敗者復活1回戦

奈良アンビションズクラブ　5－3　一城クラブ
GSG斑鳩クラブ　6－0　帝塚山大学OBクラブ
- 敗者復活2回戦

奈良アンビションズクラブ　10－4　GSG斑鳩クラブ
- 決勝トーナメント1回戦

ミキハウス　14－0　奈良アンビションズクラブ
大和高田クラブ　10－0　奈良産業大学OBクラブ
- 決勝トーナメント敗者復活戦

奈良アンビションズクラブ　6－0　奈良産業大学OBクラブ
- 第1代表決定戦

ミキハウス　10－7　大和高田クラブ
- 第2代表決定戦

大和高田クラブ　2－0　奈良アンビションズクラブ
ミキハウス、大和高田クラブが京滋奈2次予選に進出

### 京滋奈2次予選
- 予選リーグ戦Yゾーン

第1戦　ミキハウス　6－0　全大津野球団
第2戦　ミキハウス　4－2　日本新薬
第3戦　日本新薬　13－1　全大津野球団
（予選結果　1位：ミキハウス（2勝）、2位：日本新薬（1勝1敗）、3位：全大津野球団（2敗））
- 予選リーグ戦Zゾーン

第1戦　ニチダイ　7－2　甲賀健康医療専門学校
第2戦　大和高田クラブ　7－6　甲賀健康医療専門学校
第3戦　大和高田クラブ　5－4　ニチダイ
（予選結果　1位：大和高田クラブ（2勝）、2位：ニチダイ（1勝1敗）、3位：甲賀健康医療専門学校（2敗））
- 代表決定リーグ戦

第1戦　日本新薬　9－3　ニチダイ
第2戦　ミキハウス　2－0　大和高田クラブ
第3戦　日本新薬　7－3　ミキハウス
第4戦　ニチダイ　3－1　大和高田クラブ
第5戦　ニチダイ　1－0　ミキハウス
第6戦　日本新薬　10－2　大和高田クラブ
（最終結果　1位：日本新薬（3勝）、2位：ニチダイ（2勝1敗）、3位：ミキハウス（1勝2敗）、4位：大和高田クラブ（3敗））
日本新薬が本戦出場、ニチダイは近畿2次予選に進出

## 阪和地区

### 1次予選
- リーグ戦Aグループ

第1戦　和歌山箕島球友会　10－1　大阪ウイング硬式野球クラブ
第2戦　NOMOベースボールクラブ　21－0　大阪ウイング硬式野球クラブ
第3戦　和歌山箕島球友会　6－3　NOMOベースボールクラブ
- リーグ戦Bグループ

第1戦　泉州大阪野球団　4－2　中山硬式野球クラブ
第2戦　泉州大阪野球団　11－3　大阪ペーシェンスクラブ
第3戦　中山硬式野球クラブ　6－2　大阪ペーシェンスクラブ
- 準決勝（代表決定戦）

NOMOベースボールクラブ　4－0　泉州大阪野球団
中山硬式野球クラブ　11－9　和歌山箕島球友会
- 決勝

中山硬式野球クラブ　3－2　NOMOベースボールクラブ
- 第3代表決定戦

和歌山箕島球友会　4－1　泉州大阪野球団
中山硬式野球クラブ、NOMOベースボールクラブ、和歌山箕島球友会が2次予選に進出

### 2次予選
- 1回戦

NTT西日本　3－0　和歌山箕島球友会
松下電器　2－0　デュプロ
大阪ガス　7－1　中山硬式野球クラブ
日本生命　4－1　NOMOベースボールクラブ
- 敗者復活1回戦

和歌山箕島球友会　4－1　デュプロ
NOMOベースボールクラブ　11－9　中山硬式野球クラブ
- 準決勝

NTT西日本　3－1　松下電器
日本生命　7－3　大阪ガス
- 敗者復活2回戦

大阪ガス　10－0　和歌山箕島球友会
松下電器　9－0　NOMOベースボールクラブ
- 敗者復活3回戦

松下電器　2－1　大阪ガス
- 第1代表決定戦

日本生命　2x－1　NTT西日本
- 第2代表決定戦

松下電器　6－2　NTT西日本
- 第3代表決定戦

NTT西日本　5－1　大阪ガス
日本生命、松下電器、NTT西日本が本戦出場、大阪ガスは近畿2次予選に進出

## 兵庫地区
- 1回戦

新日鐵広畑　10－2　阪神ベースボールクラブ
関西爽球会　6－5　アスピア学園
三菱重工神戸　18－0　神戸レールスターズ
- 準決勝

新日鐵広畑　7－0　関西爽球会
三菱重工神戸　3－2　全播磨硬式野球団
- 敗者復活1回戦

アスピア学園　5－4　阪神ベースボールクラブ
- 敗者復活2回戦

アスピア学園　13－0　神戸レールスターズ
全播磨硬式野球団　13－3　関西爽球会
- 敗者復活3回戦

全播磨硬式野球団　4－2　アスピア学園
- 代表決定戦

三菱重工神戸　10－0　新日鐵広畑
- 近畿2次予選代表決定戦

全播磨硬式野球団　2－1　新日鐵広畑
三菱重工神戸が本戦出場、全播磨硬式野球団は近畿2次予選に進出

## 近畿地区
- 代表決定リーグ戦

第1戦　大阪ガス　6－2　ニチダイ
第2戦　全播磨硬式野球団　2－1　ニチダイ
第3戦　大阪ガス　5－0　全播磨硬式野球団
（予選結果　1位：大阪ガス（2勝）、2位：全播磨硬式野球団（1勝1敗）、3位：ニチダイ（2敗））
大阪ガスが本戦出場

## 中国地区

### 岡山県1次予選
- 代表決定対抗戦

第1戦　三菱自動車水島クラブ　14－0　柵原クラブ
第2戦　三菱自動車水島クラブ　10－0　柵原クラブ
三菱自動車水島クラブが中国2次予選に進出

### 広島県1次予選
- 1回戦

ワイテック　3－2　広島ウェルネススポーツ学院
広島鯉城クラブ　4－3　広島医療体育学院専門学校
- 2回戦（代表決定戦）

三菱重工広島　9－4　常石鉄工
リースキン　5－2　三菱三原硬式野球クラブ
JFE西日本　6－1　ワイテック
JR西日本　5－4　広島鯉城クラブ
- 敗者復活1回戦

常石鉄工　9‐5　広島医療体育学院専門学校
三菱三原硬式野球クラブ　7－0　広島ウェルネススポーツ学院
- 敗者復活2回戦（代表決定戦）

常石鉄工　8‐4　ワイテック
三菱三原硬式野球クラブ　7－1　広島鯉城クラブ
- 準決勝

JFE西日本　6－5　三菱重工広島
リースキン　5－4　JR西日本
- 決勝

リースキン　4－2　JFE西日本
リースキン、JFE西日本、JR西日本、三菱重工広島、常石鉄工、三菱三原硬式野球クラブが中国2次予選に進出

### 山口県1次予選
- リーグ戦

第1戦　光シーガルズ　7‐5　海上自衛隊岩国クラブ
第2戦　光シーガルズ　8－0　防府クラブ
第3戦　防府クラブ　12－5　航空自衛隊防府クラブ
第4戦　光シーガルズ　4－1　航空自衛隊防府クラブ
第5戦　海上自衛隊岩国クラブ　9－5　航空自衛隊防府クラブ
第6戦　防府クラブ　9－3　海上自衛隊岩国クラブ
（最終結果　1位：光シーガルズ、2位：防府クラブ、3位：海上自衛隊岩国クラブ、4位：航空自衛隊防府クラブ）
光シーガルズが中国2次予選に進出

### 中国2次予選
- 予選リーグAグループ

第1戦　三菱自動車水島クラブ　7－4　光シーガルズ
第2戦　三菱重工広島　8－2　JFE西日本
第3戦　三菱重工広島　3－2　三菱自動車水島クラブ
第4戦　三菱自動車水島クラブ　6－0　JFE西日本
第5戦　三菱重工広島　10－3　光シーガルズ
第6戦　JFE西日本　3－1　光シーガルズ
（予選結果　1位：三菱重工広島（3勝）、2位：三菱自動車水島クラブ（2勝1敗）、3位：JFE西日本（1勝2敗）、4位：光シーガルズ（3敗））
- 予選リーグBグループ

第1戦　JR西日本　2－1　リースキン
第2戦　JR西日本　9－0　常石鉄工
第3戦　リースキン　7－0　三菱三原硬式野球クラブ
第4戦　常石鉄工　7－4　三菱三原硬式野球クラブ
第5戦　JR西日本　7－2　三菱三原硬式野球クラブ
第6戦　リースキン　3－2　常石鉄工
（予選結果　1位：JR西日本（3勝）、2位：リースキン（2勝1敗）、3位：常石鉄工（1勝2敗）、4位：三菱三原硬式野球クラブ（3敗））
- 代表決定トーナメント1回戦

リースキン　6‐1　三菱重工広島
三菱自動車水島クラブ　4－1　JR西日本
- 敗者復活戦

三菱重工広島　3－0　JR西日本
- 第1代表決定戦

三菱自動車水島クラブ　2‐0　リースキン
- 第2代表決定戦

リースキン　4－2　三菱重工広島
三菱自動車水島クラブ、リースキンが本戦出場

## 四国地区

### 1次予選
- リーグ戦

第1戦　四国銀行　14－0　徳島野球倶楽部
第2戦　JR四国　7－1　松山フェニックス
第3戦　松山フェニックス　8－0　徳島野球倶楽部
第4戦　JR四国　7－1　四国銀行
第5戦　四国銀行　3－1　松山フェニックス
第6戦　JR四国　7－0　徳島野球倶楽部
（最終結果　1位：JR四国、2位：四国銀行、3位：松山フェニックス、4位：徳島野球倶楽部）
JR四国、四国銀行が2次予選に進出

### 2次予選
- 代表決定対抗戦

第1戦　四国銀行　4－3　JR四国
第2戦　四国銀行　2－0　JR四国
四国銀行が本戦出場

## 九州地区

### 福岡県1次予選
- 1回戦

日産自動車九州　7－6　九州三菱自動車
- 準決勝

沖データ・コンピュータ教育学院　9－2　DTJ福岡
JR九州　10－8　日産自動車九州
- 決勝

JR九州　7－0　沖データ・コンピュータ教育学院
全チームが九州2次予選に進出

### 沖縄県1次予選
- 対抗戦

沖縄電力　7－4　SOLA沖縄
両チームとも九州2次予選に進出

### 九州2次予選
- 1回戦

SOLA沖縄　3－2　沖縄電力
佐世保ドリームスターズ　4－2　DTJ福岡
- 2回戦

日産自動車九州　15－4　SOLA沖縄
JR九州　7－5　九州三菱自動車
三菱重工長崎　8－5　沖データ・コンピュータ教育学院
ホンダ熊本　24－0　佐世保ドリームスターズ
- 敗者復活1回戦

DTJ福岡　1－0　九州三菱自動車
沖データ・コンピュータ教育学院　1－0　沖縄電力
- 敗者復活2回戦

DTJ福岡　4－2　佐世保ドリームスターズ
沖データ・コンピュータ教育学院　1－0　SOLA沖縄
- 準決勝

JR九州　5－4　日産自動車九州
三菱重工長崎　6－1　ホンダ熊本
- 敗者復活3回戦

日産自動車九州　10－1　DTJ福岡
ホンダ熊本　3－0　沖データ・コンピュータ教育学院
- 敗者復活4回戦

日産自動車九州　4－0　ホンダ熊本
- 第1代表決定戦

JR九州　2－0　三菱重工長崎
- 第2代表決定戦

日産自動車九州　4－1　三菱重工長崎
JR九州、日産自動車九州が本戦出場